# Muscicapide
Muscicapidele (Muscicapidae), numite și muscari, sunt o familie de păsări care cuprinde 335 de specii răspândite în regiunile temerate și tropicale din Lumea Veche, ele ajungând în sud până în Polinezia, iar în nord la cercul polar. Sunt păsări insectivore, au ciocul turtit la bază, iar mandibula superioară puțin scobită la vârf. Ele au în jurul ciocului vibrize lungi. Aripile păsărilor sunt în general ascuțite, la speciile tropicale și sedentare remigiile sunt mai scurte ca la speciile migratoare. Păsările prind insectele  din zbor sau la suprafața solului, unde insectele sunt pândite. Cuiburile lor așezate pe ramuri sau în scorburile arborilor au formă de cupă. Puii au penajul pătat, talia păsărilor este în general mică (12 cm). Unele specii prezintă un polimorfism sexual accentuat și au un cântec melodios.

## Sistematica
Familia muscicapidelor include 56 genuri și 335 specii, grupate în 4 subfamilii: Muscicapinae (cu 2 triburi: Copsychini și Muscicapini), Niltavinae, Cossyphinae și Saxicolinae:
- Subfamilia Muscicapinae

- Tribul Copsychini

- Genul Alethe

- Alethe diademata
- Alethe castanea

- Genul Cercotrichas

- Cercotrichas paena = Măcăleandru de Kalahari
- Cercotrichas galactotes = Măcăleandru roșcat
- Cercotrichas podobe = Măcăleandru negru
- Cercotrichas hartlaubi = Măcăleandru cu spate maro
- Cercotrichas leucophrys = Măcăleandru cu sprâncene albe
- Cercotrichas coryphoeus = Măcăleandru de Karoo
- Cercotrichas signata = Măcăleandru brun
- Cercotrichas leucosticta = Măcăleandru de tufă de pădure
- Cercotrichas quadrivirgata = Măcăleandru cu mustăți
- Cercotrichas barbata = Măcăleandru bărbos

- Genul Copsychus

- Copsychus mindanensis
- Copsychus pica
- Copsychus albospecularis
- Copsychus sechellarum
- Copsychus saularis

- Genul Saxicoloides

- Saxicoloides fulicatus

- Genul Trichixos

- Trichixos pyrropygus

- Genul Kittacincla

- Kittacincla luzoniensis
- Kittacincla superciliaris
- Kittacincla malabarica
- Kittacincla albiventris
- Kittacincla nigra
- Kittacincla cebuensis

- Tribul Muscicapini

- Genul Muscicapa

- Muscicapa griseisticta
- Muscicapa sibirica
- Muscicapa ferruginea
- Muscicapa muttui
- Muscicapa dauurica = Muscar brun
- Muscicapa randi
- Muscicapa segregata
- Muscicapa epulata
- Muscicapa adusta
- Muscicapa sethsmithi
- Muscicapa gambagae
- Muscicapa striata = Muscar sur
- Muscicapa aquatica
- Muscicapa cassini

- Genul Bradornis

- Bradornis boehmi
- Bradornis fuliginosus
- Bradornis ussheri
- Bradornis comitatus
- Bradornis microrhynchus
- Bradornis mariquensis

- Genul Agricola

- Agricola pallidus
- Agricola infuscatus

- Genul Fraseria

- Fraseria cinerascens
- Fraseria ocreata
- Fraseria plumbea
- Fraseria griseigularis
- Fraseria caerulescens
- Fraseria tessmanni
- Fraseria olivascens
- Fraseria lendu

- Genul Humblotia

- Humblotia flavirostris

- Genul Melaenornis

- Melaenornis silens
- Melaenornis herero
- Melaenornis semipartitus
- Melaenornis chocolatinus
- Melaenornis brunneus
- Melaenornis fischeri
- Melaenornis ardesiacus
- Melaenornis annamarulae
- Melaenornis edolioides
- Melaenornis pammelaina

- Subfamilia Niltavinae

- Genul Niltava

- Niltava sundara
- Niltava macgrigoriae
- Niltava sumatrana
- Niltava oatesi
- Niltava vivida
- Niltava davidi
- Niltava grandis

- Genul Cyanoptila

- Cyanoptila cumatilis
- Cyanoptila cyanomelana

- Genul Eumyias

- Eumyias albicaudatus
- Eumyias ruficrissa
- Eumyias indigo
- Eumyias sordidus
- Eumyias thalassinus
- Eumyias panayensis
- Eumyias additus

- Genul Anthipes

- Anthipes monileger = Muscar cu guler alb
- Anthipes solitaris = Muscar cu sprâncene ruginii

- Genul Cyornis

- Cyornis oscillans
- Cyornis stresemanni
- Cyornis nicobaricus
- Cyornis brunneatus
- Cyornis olivaceus
- Cyornis umbratilis
- Cyornis ruficauda
- Cyornis colonus
- Cyornis unicolor
- Cyornis ruckii
- Cyornis herioti
- Cyornis camarinensis
- Cyornis pallidipes
- Cyornis poliogenys
- Cyornis magnirostris
- Cyornis banyumas
- Cyornis lemprieri
- Cyornis tickelliae
- Cyornis sumatrensis
- Cyornis caerulatus
- Cyornis superbus
- Cyornis glaucicomans
- Cyornis hainanus
- Cyornis rubeculoides
- Cyornis turcosus
- Cyornis rufigastra
- Cyornis omissus
- Cyornis djampeanus
- Cyornis hyacinthinus
- Cyornis hoevelli
- Cyornis sanfordi
- Cyornis concretus

- Subfamilia Cossyphinae

- Genul Xenocopsychus

- Xenocopsychus ansorgei

- Genul Dessonornis

- Dessonornis caffer
- Dessonornis mbuluensis
- Dessonornis macclounii
- Dessonornis anomalus
- Dessonornis archeri
- Dessonornis humeralis

- Genul Erithacus

- Erithacus rubecula = Măcăleandru

- Genul Pogonocichla

- Pogonocichla stellata = Măcăleandru stelat

- Genul Oreocossypha

- Oreocossypha isabellae

- Genul Cossyphicula

- Cossyphicula roberti

- Genul Swynnertonia

- Swynnertonia swynnertoni = Măcăleandru Swynnerton

- Genul Chamaetylas

- Chamaetylas poliophrys
- Chamaetylas poliocephala
- Chamaetylas fuelleborni
- Chamaetylas choloensis

- Genul Cossypha

- Cossypha cyanocampter
- Cossypha semirufa
- Cossypha heuglini
- Cossypha natalensis
- Cossypha dichroa
- Cossypha heinrichi
- Cossypha niveicapilla
- Cossypha albicapillus

- Genul Stiphrornis

- Stiphrornis erythrothorax
- Stiphrornis xanthogaster
- Stiphrornis pyrrholaemus

- Genul Cichladusa

- Cichladusa arquata
- Cichladusa ruficauda
- Cichladusa guttata

- Genul Sheppardia

- Sheppardia montana
- Sheppardia lowei
- Sheppardia aurantiithorax
- Sheppardia gabela
- Sheppardia aequatorialis
- Sheppardia cyornithopsis
- Sheppardia gunningi
- Sheppardia sharpei
- Sheppardia polioptera
- Sheppardia poensis
- Sheppardia bocagei

- Subfamilia Saxicolinae

- Genul Heinrichia

- Heinrichia simplex
- Heinrichia calligyna

- Genul Vauriella

- Vauriella gularis =
- Vauriella albigularis = Muscar cu gât alb
- Vauriella insignis = Muscar cu sprâncene albe
- Vauriella goodfellowi

- Genul Heteroxenicus

- Heteroxenicus stellatus

- Genul Brachypteryx

- Brachypteryx hyperythra
- Brachypteryx leucophris
- Brachypteryx cruralis
- Brachypteryx sinensis
- Brachypteryx goodfellowi
- Brachypteryx poliogyna
- Brachypteryx erythrogyna
- Brachypteryx saturata
- Brachypteryx montana
- Brachypteryx floris

- Genul Larvivora

- Larvivora ruficeps = Măcăleandru cu cap roșu
- Larvivora brunnea = Măcăleandru indian
- Larvivora cyane = Măcăleandru albastru siberian
- Larvivora sibilans = Măcăleandru fluierător
- Larvivora akahige = Măcăleandru japonez
- Larvivora tanensis
- Larvivora komadori = Măcăleandru cu gât de catifea
- Larvivora namiyei

- Genul Irania

- Irania gutturalis = Măcăleandru cu gât alb

- Genul Luscinia

- Luscinia svecica = Gușă albastră
- Luscinia phaenicuroides = Privighetoare cu burtă albă
- Luscinia luscinia = Privighetoare de zăvoi
- Luscinia megarhynchos = Privighetoare roșcată

- Genul Calliope

- Calliope pectardens = Privighetoarea lui David
- Calliope obscura = Privighetoare cu gât negru
- Calliope calliope = Gușă roșie siberiană
- Calliope pectoralis = Gușă roșie himalayană
- Calliope tschebaiewi = Gușă roșie chinezească

- Genul Myiomela

- Myiomela leucura = Măcăleandru cu coadă albă
- Myiomela diana = Măcăleandru albastru de Java
- Myiomela sumatrana = Măcăleandru albastru de Sumatra

- Genul Tarsiger

- Tarsiger hyperythrus = Măcăleandru cu piept roșcat
- Tarsiger cyanurus = Măcăleandru albastru
- Tarsiger rufilatus = Măcăleandru himalayan
- Tarsiger indicus = Măcăleandru cu sprâncene albe
- Tarsiger johnstoniae = Măcăleandru gulerat
- Tarsiger chrysaeus = Măcăleandru auriu

- Genul Enicurus

- Enicurus scouleri
- Enicurus schistaceus
- Enicurus velatus
- Enicurus ruficapillus
- Enicurus immaculatus
- Enicurus leschenaulti
- Enicurus maculatus

- Genul Cinclidium

- Cinclidium frontale

- Genul Myophonus

- Myophonus blighi
- Myophonus melanurus
- Myophonus glaucinus
- Myophonus castaneus
- Myophonus borneensis
- Myophonus robinsoni
- Myophonus horsfieldii
- Myophonus insularis
- Myophonus caeruleus

- Genul Ficedula

- Ficedula zanthopygia
- Ficedula elisae
- Ficedula narcissina
- Ficedula owstoni
- Ficedula mugimaki
- Ficedula erithacus
- Ficedula tricolor
- Ficedula hyperythra
- Ficedula hodgsoni
- Ficedula strophiata
- Ficedula sapphira
- Ficedula superciliaris
- Ficedula westermanni
- Ficedula ruficauda
- Ficedula parva = Muscar mic
- Ficedula albicilla = Muscar de taiga, Muscar siberian
- Ficedula subrubra
- Ficedula semitorquata = Muscar semigulerat
- Ficedula hypoleuca = Muscar negru

- Subspecia Ficedula hypoleuca speculigera este uneori considerată ca specie aparte Ficedula speculigera = Muscar de Atlas

- Ficedula albicollis = Muscar gulerat
- Ficedula henrici
- Ficedula rufigula
- Ficedula buruensis
- Ficedula harterti
- Ficedula timorensis
- Ficedula basilanica
- Ficedula luzoniensis
- Ficedula crypta
- Ficedula bonthaina
- Ficedula nigrorufa
- Ficedula dumetoria
- Ficedula riedeli
- Ficedula disposita
- Ficedula platenae

- Genul Phoenicurus

- Phoenicurus alaschanicus
- Phoenicurus erythronotus = Codroș cu spate ruginiu
- Phoenicurus frontalis = Codroș cu fruntea albastră
- Phoenicurus coeruleocephala = Codroș cu cap albastru
- Phoenicurus schisticeps = Codroș cu gât alb
- Phoenicurus leucocephalus = Codroș cu coroană albă
- Phoenicurus fuliginosus = Codroș cu coadă roșie
- Phoenicurus bicolor = Codroș bicolor
- Phoenicurus ochruros = Codroș de munte
- Phoenicurus phoenicurus = Codroș de pădure
- Phoenicurus moussieri = Codroș de diamant
- Phoenicurus auroreus
- Phoenicurus erythrogastrus = Codroș caucazian
- Phoenicurus hodgsoni = Codroșul lui Hodgson

- Genul Monticola = Mierle de piatră, Mierle de stâncă

- Monticola cinclorhyncha = Mierlă de stâncă cu cap albastru
- Monticola rufiventris = Mierlă de stâncă cu burtă castanie
- Monticola gularis = Mierlă de stâncă cu gâtul alb
- Monticola brevipes = Mierlă de stâncă cu degete scurte
- Monticola explorator
- Monticola imerina
- Monticola erythronotus
- Monticola sharpei
- Monticola saxatilis = Mierlă de stâncă comună
- Monticola solitarius = Mierlă de stâncă albastră
- Monticola rufocinereus = Mierlă de stâncă mică
- Monticola semirufus = Mierlă de stâncă cu aripi albe
- Monticola angolensis = Mierlă de stâncă angoleză
- Monticola rupestris = Mierlă de munte

- Genul Saxicola

- Saxicola jerdoni
- Saxicola ferreus
- Saxicola gutturalis
- Saxicola rubetra = Mărăcinar mare
- Saxicola macrorhynchus
- Saxicola insignis
- Saxicola caprata = Mărăcinar pestriț
- Saxicola leucurus
- Saxicola dacotiae = Mărăcinar de Canare
- Saxicola torquatus = Mărăcinar negru

Mai mulți autori împart această specie în 3 specii distincte:
- Saxicola rubicola = Mărăcinar negru
- Saxicola maurus = Mărăcinar siberian, Mărăcinar asiatic
- Saxicola torquatus = Mărăcinar african

- Saxicola tectes

- Genul Campicoloides

- Campicoloides bifasciatus

- Genul Emarginata

- Emarginata schlegelii
- Emarginata sinuata
- Emarginata tractrac

- Genul Pinarochroa

- Pinarochroa sordida

- Genul Thamnolaea

- Thamnolaea cinnamomeiventris

- Genul Myrmecocichla

- Myrmecocichla nigra
- Myrmecocichla aethiops
- Myrmecocichla tholloni
- Myrmecocichla formicivora
- Myrmecocichla monticola
- Myrmecocichla melaena
- Myrmecocichla arnotti

- Genul Oenanthe

- Oenanthe oenanthe = Pietrar sur
- Oenanthe seebohmi = Pietrar de Atlas
- Oenanthe pileata = Pietrar cu creștet negru
- Oenanthe frenata
- Oenanthe bottae = Pietrar cu piept roșu
- Oenanthe heuglinii
- Oenanthe isabellina = Pietrar răsăritean
- Oenanthe monacha = Pietrar cu glugă albă
- Oenanthe deserti = Pietrar de deșert
- Oenanthe hispanica = Pietrar mediteranean
- Oenanthe cypriaca = Pietrar de Cipru
- Oenanthe pleschanka = Pietrar negru
- Oenanthe albifrons
- Oenanthe phillipsi
- Oenanthe moesta = Pietrar cu târtiță roșcată
- Oenanthe melanura = Pietrar cu coadă neagră
- Oenanthe familiaris
- Oenanthe scotocerca
- Oenanthe dubia
- Oenanthe fusca
- Oenanthe picata = Pietrar oriental
- Oenanthe leucura = Pietrar negru de stâncă
- Oenanthe leucopyga = Pietrar de grohotiș
- Oenanthe albonigra = Pietrarul lui Hume
- Oenanthe finschii = Pietrar caucazian
- Oenanthe lugens = Pietrar sumbru

- Subspecia Oenanthe lugens halophila, este uneori considerată ca specie aparte Oenanthe halophila = Pietrar de Maghreb

- Oenanthe chrysopygia = Pietrar persan
- Oenanthe xanthoprymna = Pietrar cu coadă roșie, Pietrar kurd

- Genul Pinarornis

- Pinarornis plumosus